# かずまこを
かずま こを（2月19日 - ）は、日本の漫画家、イラストレーター、同人作家。血液型はO型。東京都出身。同人サークル「TARHS Entertainment」主宰の1人。

## 来歴
2007年、コミック百合姫（一迅社）にて、「パジャマ夜話」でデビュー。以後、コミック百合姫や楽園 Le Paradis（白泉社）にて青春少女マンガを発表している。代表作に『純水アドレッセンス』『ディアティア』などがある。

## 作品リスト

### 漫画

#### シリーズ作品
- 純水アドレッセンス（一迅社、『コミック百合姫』、2008年 - 2016年）
- きかせてよ、君のこえ（リブレ出版、b-boyモバイル、2008年 - 2009年）
- さよならフォークロア（一迅社、『コミック百合姫』、2009年 - 2010年）
- ディアティア（白泉社、『楽園 Le Paradis』、2009年 - 2017年） - 2018年にA-KOEでボイスコミック化
  - メビウスハート ―ディアティア外伝―（白泉社、2020年 - 2022年）
  - ディアティア forever（白泉社、『楽園 Le Paradis』、2022年[2] - ）
- 楽園まであと…（白泉社、web楽園、2009年 - ）
- 名前はまだない（一迅社、『コミック百合姫』、2012年）
- ひねもすふたり（竹書房、まんがライフSTORIA、2013年 - 2017年）

#### 読切作品
- おやすみきつねこ（ふゅーじょんぷろだくと、『COMIC BOX Jr』vol.173）※再録作品
- 3秒ルール（一迅社、『コミック百合姫』2011年5月号）
- ULACOI（一迅社、『コミック百合姫』2011年9月号）
- 恋はお静かに（一迅社、『コミック百合姫』2011年11月号）
- ネコエッセイSP『ネコ充生活』（2014年、竹書房、『まんがくらぶ』3月号）

### ゲーム

#### 同人作品
- 図書室のネヴァジスタ（TARHS Entertainment、2007年）ゲームグラフィック、キャラクターデザイン、原画、彩色、PR
  - 真夜中の図書室のネヴァジスタ（2007年）フリーゲーム ※配布終了
  - 図書室のインフルエンザ（2008年）フリーゲーム ※配布終了
  - THE FOOL（2008年）フリーゲーム
  - 夏休みのネヴァジスタ（2008年）
  - 四月の魚（2010年）フリーゲーム
  - Nの食卓（2012年）フリーゲーム
  - ∞の悲劇（2013年）フリーゲーム
  - ネヴァジスタハニカム（2013年）ファンディスク
  - THE FOOL updatedisc（2013年）THE FOOL フルボイスリメイク版

#### 商業作品
- ご主人様にKISS（ixen、2008年）ゲームグラフィック、キャラクターデザイン他
- 魔法使いの約束（2019年 - 、coly）世界観監修

### イラスト
- 図書室のネヴァジスタ
  - Nothing's gonna change my world. 図書室のネヴァジスタ再録短編集1（2012年5月4日発行）
  - Until a New World pulls us apart. 図書室のネヴァジスタ再録短編集2（2016年8月13日発行）
  - 図書室のネヴァジスタグラビアイラスト（Cool-B、宙出版、2012年 - 2016年）
  - Cool-B増刊まるごと同人天国　この同人ゲームがすごい！2013（宙出版、2013年）表紙カット、グラビアイラスト等
- b-boyモバイル（リブレ出版、2008年）イラストカット
- コミック百合姫 vol.14：応募者全員プレゼント 2009年カレンダー 12月イラスト（一迅社、2008年）
- コミック百合姫 2010年カレンダー、定期購読特典小冊子（一迅社、2009年）
- ミニコミ誌 BLACK PAST vol.2（2012年8月12日発行、密林社）表紙イラスト
- とらのあな プリンセスノート（2012年2月号）表紙イラスト
- オトナの読書感想文：中島敦「悟浄出世」（竹書房、まんがくらぶ10月号）イラストコラム

## 書誌情報

### 書籍
- 『純水アドレッセンス』一迅社〈百合姫コミックス〉
  - 2009年1月17日初版発行、ISBN 978-4-75-807041-6
- 『さよならフォークロア』一迅社〈百合姫コミックス〉
  - 2010年11月18日初版発行、ISBN 978-4-7580-7124-6
- 『名前はまだない』短篇集、一迅社〈百合姫コミックス〉
  - 2013年4月18日初版発行、ISBN 978-4-7580-7237-3
- 『ひねもすふたり』竹書房〈バンブーコミックス〉、全2巻

1. 2015年7月30日初版発行、ISBN 978-4-8019-5317-8
2. 2018年2月28日初版発行、ISBN 978-4-8019-6200-2

- 『純水アドレッセンス 完全版』白泉社〈楽園コミックス〉
  - 2015年12月25日初版発行、ISBN 978-4-592-71093-6
- ディアティアシリーズ 白泉社〈楽園コミックス〉
  1. 「ディアティア」2011年5月31日初版発行、ISBN 978-4-59-271032-5
  2. 「ディアティア 2 - マイディア -」2013年1月31日初版発行、ISBN 978-4-592-71050-9
  3. 「ディアティア 3 - ダーリング -」2014年8月29日初版発行、ISBN 978-4-592-71072-1
  4. 「ディアティア 4 - トゥハート -」2016年3月31日初版発行、ISBN 978-4-592-71097-4
  5. 「ディアティア 5 - エンゲージ -」2017年11月30日初版発行、ISBN 978-4-592-71126-1
- 『純水ルミネッセンス』白泉社〈楽園コミックス〉
  - 2018年8月5日初版発行、ISBN 978-4-592-71137-7
- 『メビウスハート - ディアティア外伝 -』白泉社〈楽園コミックス〉
  1. 2020年5月29日初版発行、ISBN 978-4-592-71170-4
  2. 2022年8月31日初版発売、ISBN 978-4-592-71209-1

## その他
- ダ・ヴィンチ9月号：GLマンガ家対談（メディアファクトリー）